# Сисимјут
Сисимјут (гренл. Sisimiut и дан. Holsteinsborg) је град у западном Гренланду и административно седиште општине Кеката. Са 5.598 становника према попису из 2013. године, други је град по величини данске територије Гренланд. Налази се на обали Дејвисовог пролаза, 320 km северно од главног града Нука и 75 km од Арктичког круга. Основан је 1721. године, а насељен је још од 2500. п. н. е.

## Географија
Сисимјут се налази око 320 km северно од Нука и 75 km северно од арктичког круга на источним обалама Дејвисовог пролаза. Смештен је на низу каменитих изданака на западном крају великог полуострва, ограничен фјордом Кангерлуарсук Тулек на северу и фјордом Амерлок на југу.

### Залив Кангерлуарсунгуак
Мало северно од Сисимјута, залив Кангерлуарсунгуак раздваја град на два дела. Врхови близанци високи 544 m пружају одличан поглед у свим правцима, а када су временски услови добри са њих се може видети већи део обале општине Кеката.
Залив је плован целом дужином, а гребени са западне стране пружају му заштиту од отвореног мора. Обе луке смештене су на јужној обали залива. Пут дугачак 4,1 km до аеродрома пролази преко моста изнад залива Кангерлуарсунгуак. На пола пута између града и аеродрома, налази се мала плажа са тамним песком. Плажа, као и гребени нарочито су популарни током лета.

### Алангорсуак
На истоку, широка долина протеже се у унутрашњост полуострва ограничена на северу здруженим масивима Паласип Кака и Мајориак, испресецана долином Керортусуп Мајориа којом пролази Поларни пут од Сисимјута до Кангерлусуак. У зависности од пута, траса износи између 150 и 170 km.
У средини долине, као кула издваја се планина Алангорсуак (411 m) окружена са неколико језера, од којих једно Сисимјут користи као резервоар за воду. Цело подручје долине, је још једно популарно излетиште, а пут од макадама који пролази средином долине обезбеђује лак приступ резервоарима са водом. Резервоари из долине снабдевају град водом са 882.000 кубика воде и потенцијалом од 7 200.000 кубика на годишњем нивоу.

### Насасак
На југоистоку, долина се граничи са масивом Насасак и неколико других различитих масива, од којих је највиши виоск 784 m. Гребен Насасак има неколико врхова. Главни врх је најистакнутији и издиже се изнад остатка гребена са 150 m високим врхом на на 784 m. Гребен се завршава на висини од 611 m са погледом на Сисимјут, а на истоку висина гребена полако пада. На истоку висина гребена постепено опада до висине од 300 m, пре него што се ломи на истоку и југоистоку ка масиву Апилаторсуак. Југоисточни зид Насасак пада директно на фјорд Амерлок. Северни зид није равна површина, испресецан је пукотинама, испупчењима и стрминама.

## Клима
У Сисимијуту влада поларна клима, са хладним и снежним зимама и хладним летима. Просечна температура је 10 °C. Најхладнији месеци су фебруар са просечном температуром -10,2 °C и март са -10,1 °C, а најтоплији јул са 9,7 °C и август са 9,3 °C. Количина падавина је веома ниска у Сисимјуту, а највећим количине падавина се јављају у другој половини године, између јула и децембра, а август и септембар су највлажнијих месеци.

## Историја
Сисимјут је насељен пре око 4.500 година са људима из Сакак културе који су дошли из Арктичке Канаде током првог таласа миграција и заузели бројна места на обали западног Гренланда. Значајан број археолошких предмета пронађен је у околини града. Сакак култура је остала у овом делу Гренланда скоро 2.000 година.
Други талас миграције стигао је 500. п.н.е из Канаде доносећи културу Дорсет на обале западног Гренланда. Највећи број артефаката из овог доба могу се наћи даље на северу у заливу Диско, а даље према југу су све сиромашнији, а налази нестају потпуно на обали Лабрадорског мора на југозападу Гренланда.
Инуити представници Тула културе чији потомци чине већину садашњих становника Гренланда стигао је у XIII и XIV веку. Многи артефакти и гробови из различитих векова налазе се у околини града. Због великог броја артефаката, наведен је као кандидат за Унеско Светску баштину.
Град је основан 1764. од стране данског Генералног–трговинског предузећа под називом Холстеинсборг. Колонисти су основали неколико села у околини, од којих само два остају до данашњег дана: Итилек и Сарфаннгуак. Холстеинсборг је био центар трговине кожом ирваса.
Неколико грађевина из XVIII века се налзи у граду. Међу њима је стара кућа (Gammelhuset) из 1725. године и Плава црква (Blå Kirke) или Бетел црква (Bethel-kirken) из 1775. године, која је уједно најстарија црква на Гренланду. Нова црква саграђена је 1926, проширена 1984. године.
Двадесети век је донео индустрализацију Сисимјута изградњом лука и фабрике за прераду рибе 1924. године, прве такве на Гренланду. Риболовом се бави већи део становништа, а прерада ракова и шкампа је главна делатност. До 2008. године Сисимјут је био административни центар истоимене општине, која је потом припојена новој општини Кеката 1. јануара 2009. године, а Сисимјут је задржао свој статус као административног центра нове општине. Општинско веће састоји се од 13 чланова укључујући и градоначелника и његовог заменика.

## Демографија
Са 3.229 становника према попису из 2013. године , Сисимјут је највећи град у општини Кеката и један од најбрже ратућих градова на Гренланду захваљујући насељавањем становништва из мањих места. Уз Кангерлусуак је једино место у општини који бележи раст у броју становника последње две деценије. По подацима из 2010. године скоро 10% становника града је рођено ван Гренланда, што је пад за 16,5% у односу на 1990. и 11,8% у односу на 2000. годину.

## Економија и инфраструктура
Риболов је главна привредна грана Сисимјута. Погон за прераду рибе у луци је највећи на Гренланду и међу најмодернији за прераду шкампа у свету. Годишње се произведе 20.180 тона шкампи, или око 1.680 тона месечно. Лов је такође битан део живота становника овог места. Лови се:морж, ирвас, мошусно говече и др.
Фабрика течног горива Polaroil са седиштем у Сисимјуту запошљава 70 људи. Хидроелектрана се налази северно од града. У граду постоје две банке, библиотека, пошта и мала болница са 19 кревета.

## Туризам
У Сисимјуту има неколико туристичких објеката који укључују неколико хостела и хотела, као што је хотел Сисимјут са рестораном Насасак. Други ресторан Мисигисак се налази у луци и то је једини кинески реатора у земљи. Град има отворени базен, а током зиме ради ски–лифт у подножју планине Алангорсуак.
Смештен је у историјској згради у близини луке. Музеј је специјализован за трговину и индустрију Гренланда, а поседује и артефакте на основу десет година археолошких истраживања и ископавања древне Саккак културе која је била на овим просторима пре 4.000 година.
Туризам даје све већи допринос привреди града. Туристима се нуде током целе године активности као што су: кајак, планинарење, вуча паса, пловидба и др.

## Саобраћај
Аеродром Сисимјут се налази 4,1 km северозапдно од града, на почетку залива Кангерлуарсунгуак. Пре него што је аеродром направљен 1990. године, користио се хелиодром који се налази у источном крају града у долини Сисимјут. Аеродром има кратку писту, дугачку 799 m , подесан само за СТОЛ авионе (термин који означава авионе који користе кратку писту). За путовања ван Гренланда, путници се усмеравају на аеродром Кангерлусуак.
Као и код свих насељених места на Гренланду, ни Какорток није путењима повезан са било којим другим местом. Планирано је било да се уради пут дугачак 170 km који би спојио Сисимјут са Кангерлусуаком. Пут би био први те врсте на Гренланду, а спајајући та два удаљене насеља растеретио би се аеродром Кангерлусуак. Трошкови око 40 милиона евра (700 евра по становнику) и 1 милион евра годишње за одржавање, спречио је изградњу. Град има своју аутобуску мрежу. Да би се дошло до других градова користе се моторне санке.
Већином током године, два пута недељно иде трајект који повезује насеља на западној обали. Такође, једном недељно иде трајкет за Итилек и Сарфангуак. Лука у Сисимјуту је најсевернија лука на Гренланду која је током целе године без леда. Најважнија је лука северно од главног града Нука. Један од највећих бродова M/S Akamalik, који припада компанији Royal Greenland налази се у Сисимјуту. Више од 50 бродова годишње посети луку.

## Побратимљени градови
- Албертслунд[тражи се извор]
- Класвик
- Витстабл[39]

## Галерија
- Нова црква
- Типична кућа
- Средња школа
- Статуа у граду